# Huy hiệu Kim Nhật Thành và Kim Chính Nhật

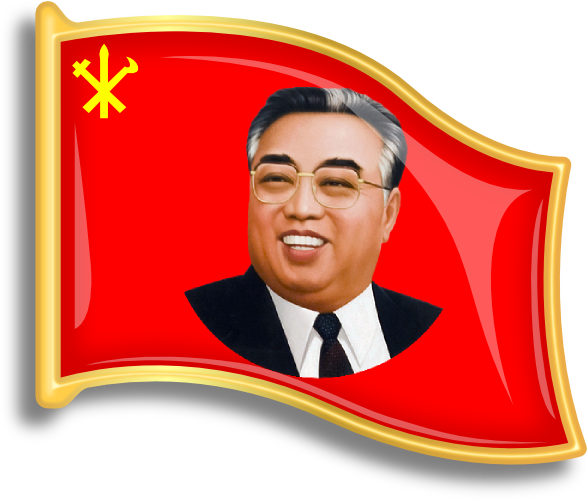
Huy hiệu Kim Nhật Thành

Huy hiệu Kim Nhật Thành và Kim Chính Nhật là ghim cài áo có chân dung mô tả một hoặc cả hai lãnh đạo của Triều Tiên, Kim Nhật Thành và Kim Chính Nhật. Các huy hiệu đã phổ biến từ cuối những năm 1960, và được sản xuất bởi Xưởng nghệ thuật Mansudae. Có hơn 20 kiểu dáng khác nhau, một số kiểu phổ biến hơn những kiểu khác. Các ví dụ phổ biến bao gồm ghim hình lá cờ màu đỏ mô tả Chủ tịch Kim Nhật Thành hoặc Tổng Bí thư Kim Chính Nhật; ghim tròn nhỏ hơn có cùng chân dung trên nền trắng (thường có viền bạc hoặc vàng); và ghim hình lá cờ lớn hơn mô tả cả hai nhà lãnh đạo.

Các huy hiệu này được lấy cảm hứng từ huy hiệu Mao Trạch Đông được các nhà cách mạng và công dân Trung Quốc đeo trong thời kỳ Mao Trạch Đông. Không giống như ở Trung Quốc (huy hiệu không bao giờ bắt buộc phải đeo), huy hiệu Kim Nhật Thành và Kim Chính Nhật là một phần quan trọng trong trang phục của Triều Tiên, và quan trọng hơn về mặt văn hóa so với huy hiệu Mao Trạch Đông, và là một phần quan trọng của chủ nghĩa sùng bái lãnh tụ ở Bắc Triều Tiên. Theo Jae-Cheon Lim, các huy hiệu này là: 
[một] biểu tượng mô tả các nhà lãnh đạo Bắc Triều Tiên.... Mang huy hiệu nhà lãnh đạo là một biểu tượng nhận dạng cho thấy rằng người Triều Tiên thuộc về nhà lãnh đạo của họ, do đó phân biệt họ với công dân nước ngoài. Không giống như các biểu tượng lãnh đạo khác, huy hiệu có thể di động được.... Vì vậy, nó là một biểu tượng thực hiện ý tưởng rằng các nhà lãnh đạo luôn ở bên người dân.

Các huy hiệu này cũng được so sánh với vòng cổ chữ thập mà Kitô hữu đeo như một dấu hiệu của sự trung thành, với sự tương đồng giữa tôn giáo và sự sùng bái nhân cách ở Triều Tiên.

## Lịch sử

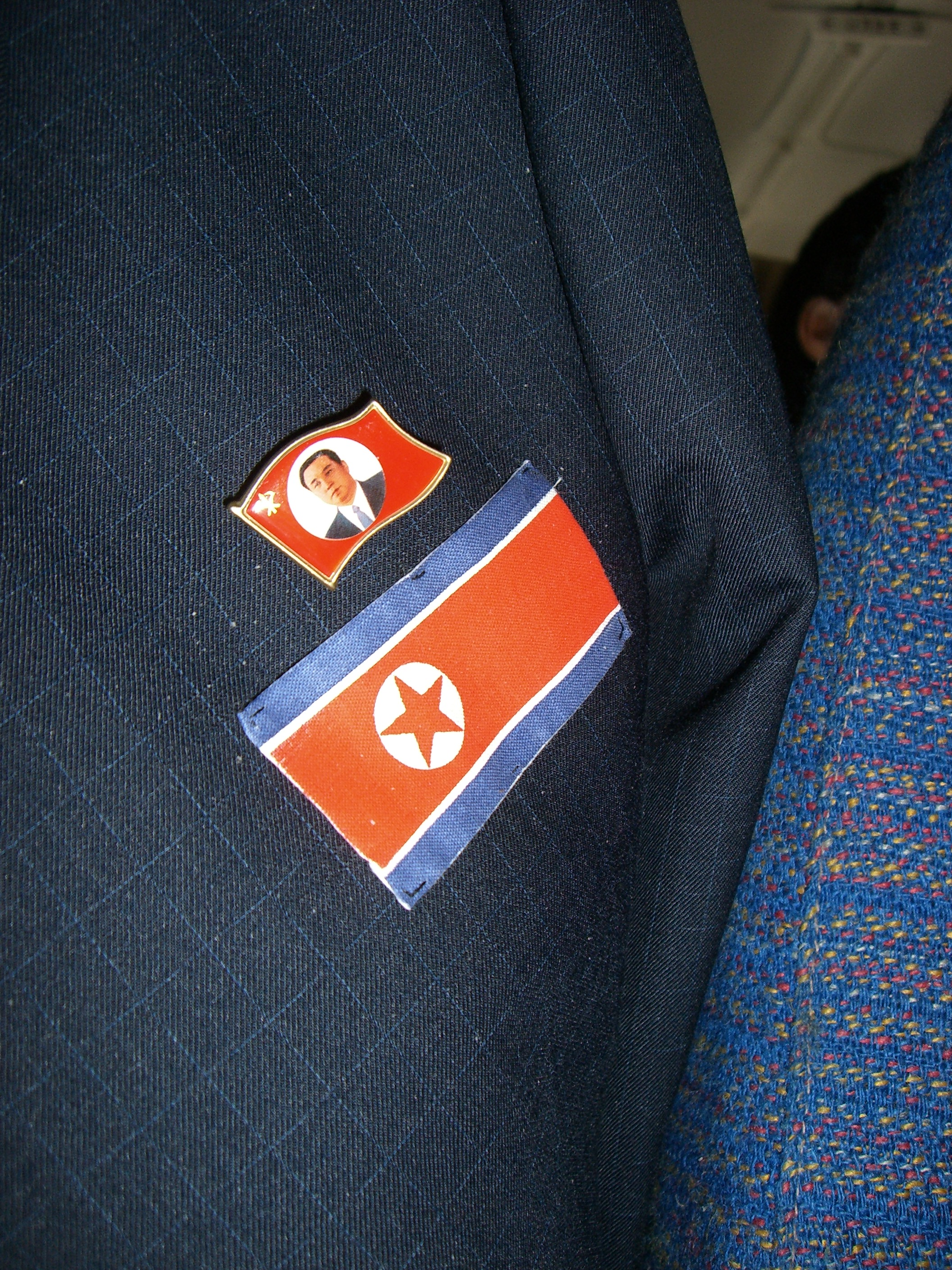
Huy hiệu Kim Nhật Thành và cờ Triều Tiên trên áo khoác

Nguồn cảm hứng cho huy hiệu Kim Nhật Thành và Kim Chính Nhật là huy hiệu Mao Trạch Đông được người Trung Quốc đeo trong Cách mạng Văn hóa, mặc dù tuyên truyền từ phía Triều Tiên cho rằng ý tưởng đó là của Kim Chính Nhật. Nhà chính trị đào thoát Hwang Jang-yop đã gợi ý rằng Sự cố phe phái Kapsan vào năm 1967 đã dân đến sự gia tăng có hệ thống đối với chủ nghĩa sùng bái nhân cách của Kim Nhật Thành nói chung và việc giới thiệu các huy hiệu nói riêng.
Huy hiệu có chân dung của Kim Nhật Thành xuất hiện lần đầu tiên vào cuối những năm 1960 khi Xưởng nghệ thuật Mansudae bắt đầu sản xuất cho các cán bộ của Đảng Lao động Triều Tiên. Các cán bộ Đảng bắt đầu đeo các huy hiệu trên sau Sự cố phe Kapsan. Việc sản xuất hàng loạt bắt đầu vào tháng 11 năm 1970, sau một sắc lệnh của Kim Nhật Thành. Những huy hiệu đầu tiên đã được sản xuất bởi Ban Tuyên truyền và Kích động của Đảng. Đợt huy hiệu này có một bức chân dung nghiêm nghị của Kim Nhật Thành đang ngậm chặt miệng, được gọi là "Huy hiệu Đảng" vì chỉ các quan chức đảng mới được đeo, nhưng những người Triều Tiên bình thường cũng có thể mua chúng bất hợp pháp với hy vọng có địa vị xã hội cao hơn. Những huy hiệu này đã trở thành một phần bắt buộc trong trang phục của mọi người dân Triều Tiên từ sau Sinh nhật lần thứ 60 của Kim Nhật Thành vào ngày 15 tháng 4 năm 1972. Có 3 loại huy hiệu: một loại dành cho đảng viên, một dành cho người lớn và một lớp dành cho sinh viên. Đến năm 1980, hầu như tất cả mọi người đều đeo huy hiệu. Huy hiệu Kim Nhật Thành đã được thiết kế lại sau cái chết của ông để có một bức chân dung đang cười.
Huy hiệu có chân dung của Kim Chính Nhật xuất hiện vào năm 1982 và nhiều người bắt đầu đeo cùng với huy hiệu Kim Nhật Thành. Huy hiệu đầu tiên có cả Kim Nhật Thành và Kim Chính Nhật xuất hiện vào những năm 1980, nhưng khác với huy hiệu kép hiện nay dành cho các nhân viên an ninh. Huy hiệu Kim Chính Nhật đã bị ngừng sản xuất vào những năm 1990 sau khi ông được cho là đã nói rằng: "Làm sao tôi có thể ngang hàng với 'mặt trời' duy nhất của chúng ta, Kim Nhật Thành?". Năm 1992, đúng dịp sinh nhật lần thứ 50 của Kim Chính Nhật, huy hiệu chỉ có hình khuôn mặt của ông xuất hiện trở lại. Huy hiệu này cũng không được ưa chuộng do ông không muốn được nâng lên ngang hàng với cha mình. Các huy hiệu của Kim Chính Nhật chỉ bắt đầu được đeo rộng rãi hơn vào khoảng năm 2000, với thiết kế mới, và các huy hiệu có cả 2 người chỉ mới xuất hiện gần đây.
Kiểu dáng tròn là kiểu lâu đời nhất. Thiết kế đầu tiên vào năm 1953 có hình Kim Nhật Thành ở góc nghiêng trong bộ quân phục. Huy hiệu có hình mặt Kim Nhật Thành theo hướng chính diện bắt đầu được sử dụng vào những năm 1980. Phù hiệu hình chữ nhật xuất hiện vào những năm 1980 và ban đầu được dành cho những người làm việc trong các tổ chức an ninh nhà nước. Các huy hiệu hình lá cờ bắt đầu được sản xuất vào đầu những năm 1980, in hình biểu tượng liên quan đến đảng, nhà nước hoặc tổ chức thanh niên. Huy hiệu biểu tượng của Đảng Công nhân là phổ biến nhất.
Sau cái chết của Kim Chính Nhật vào tháng 12 năm 2011, các quan chức đảng bắt đầu đeo huy hiệu Kim Chính Nhật bên cạnh huy hiệu Kim Nhật Thành. Sau đó, vào tháng 4 năm 2012, huy hiệu đôi đã được giới thiệu.
Huy hiệu có cả hai nhà lãnh đạo gần đây đã được sử dụng bởi những người di chuyển giữa các khu vực như một mặt hàng để trao đổi trong chợ đên. Trước đây, methamphetamine đã được sử dụng để trao đổi trước khi nhiều cuộc đàn áp khác nhau khiến việc này trở nên khó khăn. Các huy hiệu cuối cùng đã thay thế thuốc mặc dù giá giảm. Ở Bình Nhưỡng, nơi tiền và những vật phẩm quý giá đang trong tình trạng thiếu hụt, các huy hiệu trở nên có giá trị. Điều này khiến các huy hiệu này trở thành mục tiêu cho những kẻ móc túi. Tội phạm thường chọn đeo những loại huy hiệu đắt tiền làm biểu tượng địa vị.

## Huy hiệu

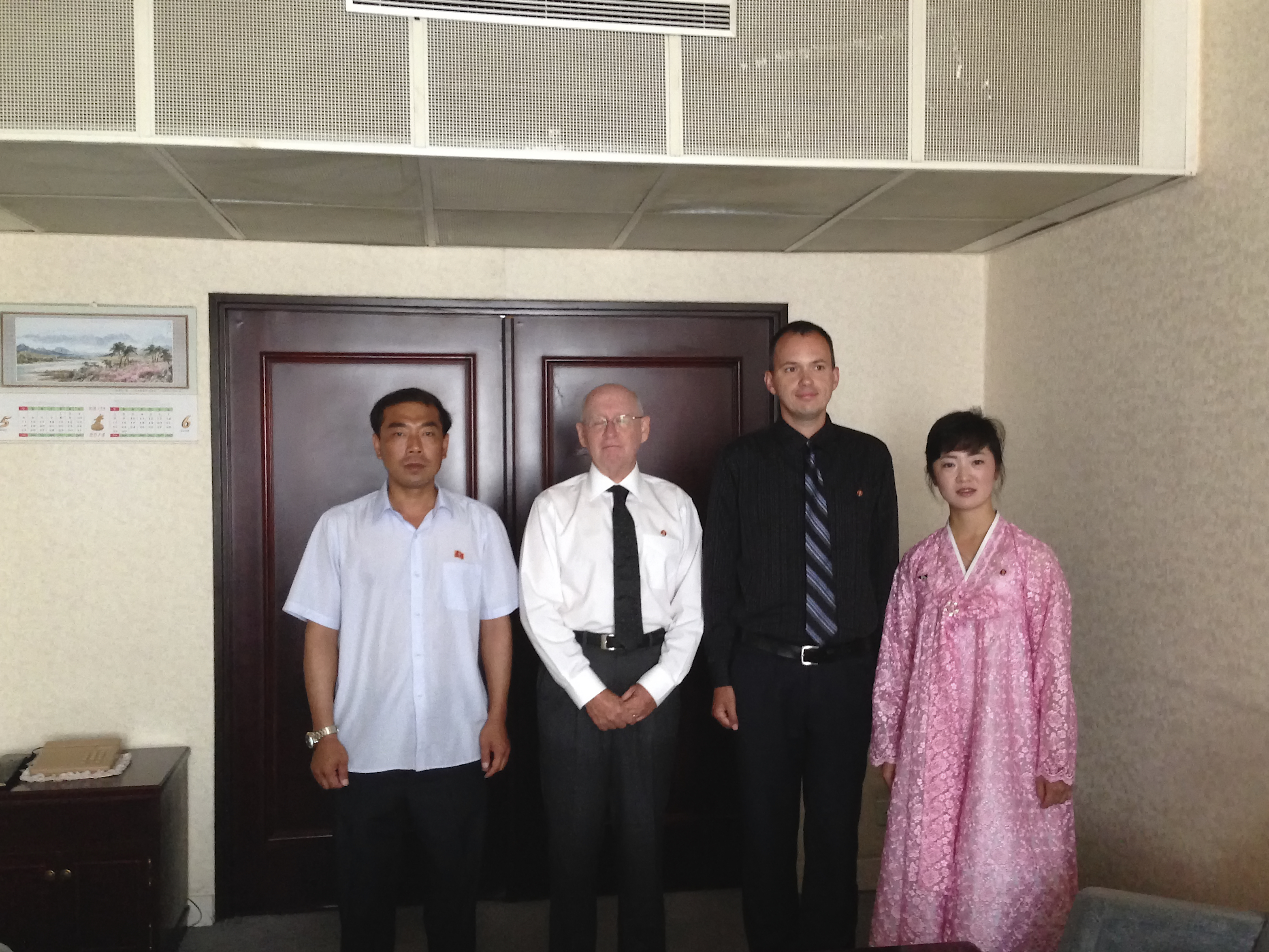
Người nước ngoài được trao huy hiệu Kim Nhật Thành tại Khách sạn quốc tế Yanggakdo

Hầu như tất cả người dân Triều Tiên đều đeo huy hiệu. Người Triều Tiên bắt đầu đeo huy hiệu từ năm 12 tuổi, đặt phía trên huy hiệu Đoàn Thiếu niên Triều Tiên. Công dân trên 16 tuổi phải đeo huy hiệu bất cứ khi nào rời khỏi nhà.
Sự tôn trọng đối với các huy hiệu được ghi trong Mười nguyên tắc thiết lập hệ thống tư tưởng duy nhất, yêu cầu rằng các huy hiệu phải được đối xử một cách tôn kính và được bảo vệ hết sức cẩn thận. Nếu ai đó bị bắt ra ngoài mà không có huy hiệu, họ sẽ phải giải thích trong một buổi tự phê bình. Các huy hiệu được trao miễn phí cho những người Triều Tiên đủ điều kiện, và thường được phát qua nơi làm việc hoặc trường học. Làm mất hoặc bán huy hiệu thì phải chứng minh là đã đánh mất huy hiệu mà không có ý đồ xấu trước khi được cấp mới. Thiếu huy hiệu cũng có liên quan đến hành vi vi phạm vì đôi khi những người tuyên bố "chống Kim" đã bị tịch thu huy hiệu.
Một người Triều Tiên có thể sở hữu nhiều huy hiệu khác nhau trong đời, trung bình hai hoặc ba huy hiệu, nhưng một số người có nhiều hơn.
Huy hiệu thường không được bán cho khách du lịch,  nhưng có thể được tặng vì lòng trung thành. Gần đây, huy hiệu đã bị buôn lậu ra khỏi đất nước để bán và có thể được tìm thấy ở các thành phố Trung Quốc, mặc dù việc bán huy hiệu cũng là bất hợp pháp ở Trung Quốc. Cả huy hiệu thật và giả đều được bán ở Đồ Môn. Hầu hết các huy hiệu ở ngoài Triều Tiên là hàng giả, chẳng hạn như ở Đan Đông. Gần đây, huy hiệu được cho là được bán cho người nước ngoài ở Triều Tiên. Ví dụ: huy hiệu đã được bán cho khách du lịch tại Bình Nhưỡng với giá 100 Euro quyên góp.
Huy hiệu chỉ được đeo ở quần áo bên trong, trên ve áo hoặc áo sơ mi, chứ không phải trên áo khoác ngoài. Thông thường, huy hiệu được đeo ở bên trái, gần trái tim. Có một số kiểu đeo lạ được người Triều Tiên, đặc biệt là giới trẻ, coi là thời trang. Ví dụ, học sinh và thanh thiếu niên sử dụng huy hiệu để "làm đẹp" cho đồng phục. Một cách là đeo huy hiệu ở rìa quần áo,  một điều mà con cái của các gia đình thượng lưu ở Bình Nhưỡng thường làm.
Mặc dù bắt buộc phải đeo huy hiệu, các quan chức Triều Tiên cho rằng mọi người đeo vì lòng trung thành thuần túy. Hầu hết người dân Triều Tiên chỉ đơn giản thích đeo huy hiệu vì làm như vậy an toàn hơn nhiều. Các huy hiệu được tháo ra trong một số trường hợp hiếm hoi, chẳng hạn như khi vào nơi thờ tự.
Những người Triều Tiên đi du lịch nước ngoài hầu như luôn đeo huy hiệu, nên đôi khi bị người nước ngoài chế giễu.

## Kiểu dáng

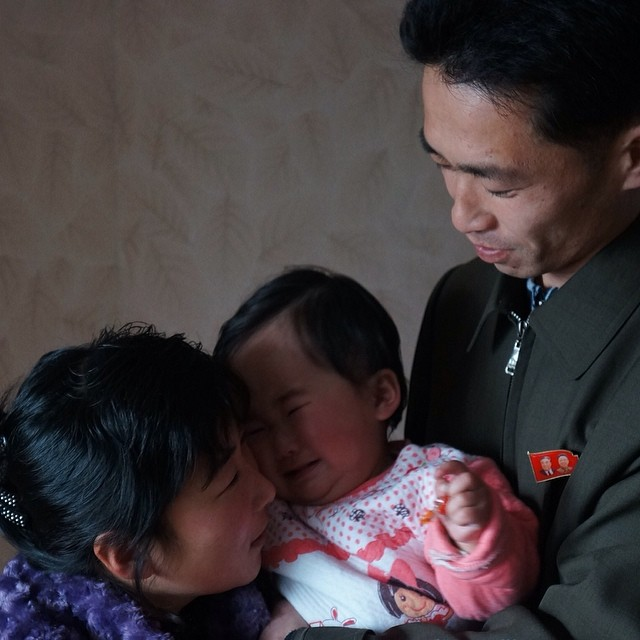
Huy hiệu có cả Kim Nhật Thành và Kim Chính Nhật là loại quý nhất.

Các huy hiệu do Xưởng nghệ thuật Mansudae thiết kế và sản xuất. Các huy hiệu có nhiều hình dạng và kích cỡ khác nhau. Không giống như ở Trung Quốc, nơi các huy hiệu Mao Trạch Đông rất đa dạng vì việc sản xuất không được chính phủ giám sát, huy hiệu Kim Nhật Thành và Kim Chính Nhật có sự thay đổi tương đối ít. Nói chung, có hơn 20 thiết kế khác nhau. Kích thước, hình dạng, màu sắc và loại kim loại của thiết kế biểu thị địa vị xã hội và mối quan hệ thể chế của người đeo. Ví dụ: đoàn thanh niên đeo huy hiệu hình tròn lớn, trong khi những người bình thường đeo huy hiệu hình tròn nhỏ hơn. Trong khi hầu hết các huy hiệu chỉ có chân dung của Kim Nhật Thành, có một số trường hợp ngoại lệ. Loại đáng quý nhất có cả Kim Nhật Thành và Kim Chính Nhật trên biểu ngữ màu đỏ. Thiết kế này chỉ dành riêng cho các quan chức cấp cao của Đảng Lao động Triều Tiên. Ngoại lệ khác là huy hiệu chỉ có chân dung của Kim Chính Nhật, được đeo bởi các nhân viên an ninh và cũng rất hiếm.
Trước khi Kim Jong-un được xác nhận là người kế nhiệm Kim Chính Nhật và Kim Jong-chul được cho là sắp trở thành nhà lãnh đạo tiếp theo, một bộ huy hiệu Kim Jong-chul có giới hạn đã được làm và đưa cho nội các, các quan chức đảng và quân đội. Hiện không có huy hiệu của Kim Jong-un,  nhưng các chuyên gia cho rằng không cần phải chờ lâu sẽ có.

## Trích dẫn
1. 1 2  Hoare 2012, tr. 57.
2. ↑  Hokkanen 2013, tr. 19.
3. 1 2 3 4  Lim 2015, tr. 32.
4. 1 2  Ferrante 2005, tr. 99.
5. 1 2  Kwon & Chung 2012, tr. 142.
6. 1 2  Lynn 2007, tr. 101.
7. ↑  Lim 2015, tr. 24.
8. 1 2 3 4 5  French 2007, tr. 16.
9. 1 2 3  Lankov 2007, tr. 7.
10. 1 2 3 4 5 6 7 8 9  Hyowon Shin (ngày 30 tháng 7 năm 2013). "Behind the Evolution of North Korea's Leadership Loyalty Badges". NK News [en]. Truy cập ngày 19 tháng 1 năm 2017.
11. 1 2 3 4  Portal 2005, tr. 86.
12. 1 2 3 4 5  Lankov 2007, tr. 8.
13. ↑  Sung-hui Moon (ngày 30 tháng 1 năm 2015). "Illegal Sale of 'Double Portrait' Lapel Pins Flourishes in North Korea". Translated by Hanna Lee. Written in English by Roseanne Gerin. Radio Free Asia. Truy cập ngày 19 tháng 1 năm 2017.
14. ↑  French 2007, tr. 23.
15. 1 2  Sung Chul Yang 2010, tr. 300.
16. ↑  Lankov 2015, tr. 53.
17. ↑  Cha & Sohn 2012, tr. 47.
18. 1 2  Lankov, Andrei (ngày 3 tháng 5 năm 2012). "Potent Portraits in North Korea". Asia Times Online. Bản gốc lưu trữ ngày 2 tháng 5 năm 2012. Truy cập ngày 5 tháng 2 năm 2017.
19. 1 2 3 4 5  Lankov 2007, tr. 9.
20. ↑  Steele, Lawrence (ngày 30 tháng 11 năm 2015). "In Tumen, Hawkers Find N.Korean Leader Pins a Tough Sell". NK News [en]. Truy cập ngày 5 tháng 2 năm 2017.
21. ↑  Willoughby 2014, tr. 261.
22. ↑  "DPRK loyalty badges now easier to obtain for foreigners, but come with a price". NK News [en]. ngày 21 tháng 5 năm 2018. Truy cập ngày 23 tháng 11 năm 2020.
23. 1 2  Willoughby 2014, tr. 67.
24. ↑  Hoare 2012, tr. 322.
25. ↑  Kwon & Chung 2012, tr. 143.
26. ↑  Herman, Luke (ngày 15 tháng 11 năm 2012). "Brace Yourselves, The Kim Jong Un Badges Are Coming". NK News [en]. Truy cập ngày 5 tháng 2 năm 2017.
27. ↑  Lynn 2007, tr. 120.
28. ↑  Willoughby 2014, tr. 30.
29. ↑  MacKinnon, Mark (ngày 23 tháng 8 năm 2012). "North Korea's Kim Jong-un: Portrait of a Leader in the Making". The Globe and Mail. Truy cập ngày 5 tháng 2 năm 2017.